# Kōka, Shiga
Kōka (甲賀市 (Giáp Hạ thị) Kōka-shi) là một thành phố thuộc tỉnh Shiga, Nhật Bản.